# Operation Stösser
Operation Stösser var den ene af to tyske specialmissioner under Ardenneroffensiven. Den blev ledet af oberst Friedrich August von der Heydte. Den anden specialmission var Operation Greif. Operationen blev udtænkt sidst i november 1944. Efter planen skulle en gruppe faldskærmssoldater under ledelse af von der Heydte foretage natudspring bag de allierede linjer. Her skulle de indtage et vigtigt vejkryds nær Malmedy. Von der Heydte og hans mænd havde ordre til at indtage og holde vejkrydset i 24 timer, hvor de efter planen ville blive undsat af 12. SS panserdivision Hitlerjugend. Meningen var at forsinke de allieredes forsyninger af materiel og forstærkninger.

## Udførslen
Operation Stösser var oprindelig planlagt til at begynde i de tidligt den 16. december, men blev udskudt en dag pga. dårligt vejr og mangel på brændstof. Det nye nedkastningstidspunkt blev sat til kl. 03 den 17. december. Nedkastningszonen var 11 km nord for Malmedy og målet var Baraque Michel-vejkrydset.
Lige efter midnat mellem den 16. og 17. december lettede 112 Ju 52-transportfly med omkring 1.300 fallschirmjäger (tyske faldskærmstropper). Den nat blæste en kraftig snestorm over området med lave skyer. Som følge af det dårlige vejr kom mange fly ud af kurs, og nogle faldskærmssoldater blev nedkastet 12 km fra den planlagte zone. Kun en lille del af den samlede styrke landede i umiddelbar nærhed af zonen. Den stærke vind greb de faldskærmssoldater, der rent faktisk var blevet kastet over landingszonen, og gjorde deres landing meget hård.
Ved middagstid lykkedes det at samle en gruppe på ca. 300 mand, men denne styrke var for lille til at stille noget op mod de allierede styrker. Oberst von der Heydte opgav derfor planen om at tage vejkrydset og beordrede sine mænd til at genere de allierede styrker i området med guerrilla-lignende angreb.
Den store spredning af de tyske fallschirmjäger førte til rapporter om tyske nedkastninger over hele Ardennerne. Det fik de allierede til at tro, at en hel division faldskærmstropper var blevet nedkastet. Det skabte en del forvirring og fik de allierede til at allokere tropper til at sikre deres bagtrop, i stedet for at sende dem til fronten og bekæmpe det egentlige tyske angreb.

## Ekstern henvisning
- Battle of the Bulge (Operation Stösser) (engelsk)

50°30′40″N 6°04′40″Ø / 50.5111°N 6.0778°Ø